# MFK Skalica
Mestský futbalový klub (MFK) Skalica – słowacki klub piłkarski, grający w pierwszej lidze słowackiej, mający siedzibę w mieście Skalica.

## Historia
Klub został założony w 1920 jako ŠK Skalica. W sezonie 2013/2014 klub po raz pierwszy w historii wywalczył awans z trzeciej ligi do drugiej ligi. 13 czerwca 2015 klub wywalczył historyczny awans do pierwszej ligi, pomimo porażki 0:2 w ostatniej kolejce z MFK Zemplín Michalovce.

## Historyczne nazwy
- 1920 – ŠK Skalica (Športový klub Skalica)
- 1945 – Sokol Tekla Skalica
- 1953 – DŠO Tatran Skalica (Dobrovoľná športová organizácia Tatran Skalica)
- 1963 – TJ ZVL Skalica (Telovýchovná jednota Závody na výrobu ložísk Skalica)
- 1990 – ŠK Skalica (Športový klub Skalica)
- 2006 – MFK Skalica (Mestský futbalový klub Skalica)

## Skład na sezon 2015/2016
| Nr | Poz. | Piłkarz         |
| -- | ---- | --------------- |
| 3  | OB   | Roman Konečný   |
| 5  | PO   | Peter Vaško     |
| 6  | PO   | Lukáš Švrček    |
| 7  | PO   | Adrián Čermák   |
| 8  | NA   | Peter Mazan     |
| 10 | NA   | Michal Jakubek  |
| 11 | PO   | Daniel Šebesta  |
| 12 | NA   | Ľubomír Ulrich  |
| 13 | PO   | Mário Kurák     |
| 14 | PO   | Radoslav Ciprys |

| Nr | Poz. | Piłkarz                  |
| -- | ---- | ------------------------ |
| 15 | PO   | Ondrej Neoveský          |
| 16 | OB   | Andrej Petrovský         |
| 17 | OB   | Igor Šefčík              |
| 18 | PO   | Damián Bariš             |
| 19 | OB   | Pavol Majerník (kapitan) |
| 21 | BR   | Ľuboš Hajdúch            |
| 24 | BR   | Michal Lupač             |
| 28 | OB   | Martin Vrablec           |
| 30 | BR   | Andrej Fišan             |
| 33 | NA   | Michal Gašparík          |
| 39 | NA   | Ivan Lietava             |